# كراسيمير بوريسوف
كراسيمير بوريسوف (بالبلغارية: Красимир Борисов)‏ هو لاعب كرة قدم ومدرب كرة قدم بلغاري في مركز الوسط، ولد في 8 أبريل 1950 في صوفيا في بلغاريا. شارك مع منتخب بلغاريا لكرة القدم. أما مع النوادي، فقد لعب مع أكاداميك صوفيا وليفسكي صوفيا ونادي أومونيا ونادي لوكوموتيف صوفيا.

## وصلات خارجية
- كراسيمير بوريسوف على موقع الاتحاد الدولي (مؤرشف)  (الإنجليزية)
- كراسيمير بوريسوف على موقع قاعدة بيانات كرة القدم.إي يو (الإنجليزية)
- كراسيمير بوريسوف على موقع ناشيونال فوتبول تيمز (الإنجليزية)